# Дяченко Ігор (каратист)
Ігор Дяченко (15 червня 1981, Київ) — спортсмен з карате, практикує дзюдо, бразильське дзюдзюцу, бокс та тайський бокс. Живе та працює у Нью-Йорку.

## Біографія
Перші уроки карате отримав у віці шести років від батька. Відвідував школу карате на батьківщині. За час спортивної кар'єри, Ігор Дяченко здобув чимало нагород на змаганнях національного та міжнародного рівнів. Його тренерами та спаринг-партнерами були представники Японії, Бразилії, Югославії, Словенії, Угорщини, Єгипту, Азербайджану, США та, звичайно, України. Особливістю стилю Ігоря Дяченко є те, що досвід інших бойових мистецтв — дзюдо, бразильського джіу-джітсу, боксу, тайського боксу він застосовує у нових підходах вивчення та практики карате.
Ігор є колишнім членом української національної збірної з карате та колишнім чемпіоном світу асоціації сьотокан карате Фунакоші у куміте.
У 2006 заснував у Нью-Йорку свою власну школу сучасного японського карате D-Dojo. Сьогодні Ігор Дяченко є сенсеєм у D-Dojo, офіційно визнаній гілці міжнародної федерації сьотокан карате-до.

## Нагороди та досягнення
- 2007 — отримав 4-й дан чорного поясу (Йон-дан)від Хіроказу Каназави.
- 2005 — перше місце на відкритому турнірі міжнародної федерації сьотокан карате-до в індивідуальному куміте, Мінесота, США.
- 2003 — перше місце у національному чемпіонаті USAKF у індивідуальному куміте, Акрон, Огайо.
- 2001 — отримав 3-й дан чорного поясу (Сан-дан) від Хіроказу Каназави.
- 1998 — почав тренуватися під наглядом сенсею Тойотаро Міязакі, Нью-Йорк.
- 1998 — перше місце у національному чемпіонаті «S.K.I.-Україна» у командних ката, Київ
- 1997 — отримав 2-й дан чорного поясу (Ні-дан) від Хіроказу Каназави.
- 1995—1998 — перші місця в українських чемпіонатах сьотокан карате-до з ката у молодшій віковій групі, Київ.
- 1993—1997 — дванадцять золотих медалей у різних категоріях, включаючи дорослі, у ката та куміте, Київ.